# Heroscape
 (juin 2022).
Si vous disposez d'ouvrages ou d'articles de référence ou si vous connaissez des sites web de qualité traitant du thème abordé ici, merci de compléter l'article en donnant les références utiles à sa vérifiabilité et en les liant à la section « Notes et références ».
Heroscape est un jeu de société dans lequel combattent des troupes appartenant à six clans kyries (Jandar, Utgar, Vydar, Ullar, Einar et Aquilla) sur des hexagones formant un terrain en trois dimensions. L'intérêt principal de ce jeu est qu'il est fortement réalisé sous les traits des wargames (dont les figurines sont à collectionner), ainsi, quelques extensions sont déjà sorties avec environ un an de délai par rapport au marché américain. Contrairement à la plupart des jeux avec figurines, le contenu est déjà peint et « prêt à jouer ».
Le principe de fonctionnement ressemble fort à des jeux sur terrains à cases carrées, avec toutefois une grande différence : les hexagones d'Heroscape peuvent être placés les uns sur les autres, permettant ainsi d'obtenir des terrains en trois dimensions. Les créatures du jeu, pour rajouter au réalisme, sont des figurines en plastique, pré-peintes et de très bonne qualité. Les combats s'effectuent au lancer de dés, ceux-ci possédant un certain nombre de faces d'attaque et de défense.
Le jeu est accessible pour les plus jeunes grâce à un mode simplifié. Toutefois, pour les joueurs plus aguerris et les amateurs de complexité, des règles avancées sont établies selon chaque personnage.

## Les sets de base

### L'Ascension des Valkyries
Sortie en 2004 aux États-Unis et en 2005 en France.
Il s'agit de la boite de base, on y trouve tout ce qu'il faut pour commencer à jouer : trente figurines peintes et leurs cartes de recrutement, des plaques de terrains, les glyphes, les marqueurs de round, les marqueurs de blessures, les marqueurs d'ordres, un dé à vingt faces, les dés d'attaque et de défense. Pour la première édition, les dés d'attaques et de défenses étaient des dés distincts, rouge pour les dés d'attaques, bleus pour les dés de défenses, pour la seconde édition, les dés font office de dés d'attaque et défense et ils sont blancs. 
| Héros | Escouade | Terrain |
| --- | --- | --- |
| Agent Carr(Vydar) Finn, le Champion Viking(Jandar) Grimnak(Utgar) Marchemort 9000(Utgar) Mimring(Utgar) Ne-Gok-Sa(Utgar) Raelin, la Guerrière Kyrie(Jandar) Sgt. Drake Alexander(Jandar) Thorgrim, le Champion Viking(Jandar) Syvarris(Ullar) | 3 Agents de Krav Maga(Vydar) 4 Elite Aéroportée(Jandar) 2 Gardes Zettiens(Utgar) 4 Guerriers Marro(Utgar) 4 Guerriers Viking de Tarn(Jandar) 3 Samouraï Izumi(Einar). | 6 plaques de 24 hexagones d'herbe 5 plaques de 7 hexagones d'herbe 5 plaques de 3 hexagones d'herbe 5 plaques de 2 hexagones d'herbe 16 plaques de 1 hexagone d'herbe 2 plaques de 24 hexagones de roche 3 plaques de 7 hexagones de roche 3 plaques de 3 hexagones de roche 3 plaques de 2 hexagones de roche 6 plaques de 1 hexagone de roche 2 plaques de 7 hexagones de sable 2 plaques de 3 hexagones de sable 2 plaques de 2 hexagones de sable 4 plaques de 1 hexagone de sable 21 plaques de 1 hexagone d'eau 1 grande ruine 1 petite ruine |

### L'essaim Marro
Sortie en août 2007 aux États-Unis.
Il y a deux nouveaux types de terrain : des hexagones de marais et des hexagones d’eau marécageuse. Il y a également sept héros uniques, et trois escouades communes de Marro inclus. Cependant, la vraie nouveauté est la ruche de Marro. La ruche a des pouvoirs spéciaux influençant directement les compétences des escouades communes de Marro, ainsi les drones Marro montent en puissance…
On y trouve : vingt-quatre figurines peintes et leurs cartes de recrutement, des plaques de terrains, les glyphes, les marqueurs de round, les marqueurs de blessures, un marqueur de négation, les marqueurs d'ordres, un dé à vingt faces, les dés d'attaque et le hive (ruche). De plus l'essaim des Marro est parfaitement compatible avec Heroscape - L'Ascension des Valkyries.
| Héros | Escouade                                                          | Terrain |
| --- | ----------------------------------------------------------------- | --- |
| Raelin, la Guerrière Kyrie (version 2) Sgt. Drake Alexander (version 2) Shiori Major Q10 Sonlen Tor-Kul-Na La Ruche Marro | 2 x 3 Perforeurs Marro 2 x 3 esclaves Marro 2 x 3 Nagrubs Marrden | 1 plaque de 2 hexagones d'herbe 1 plaque de 1 hexagone d'herbe 1 plaque de 7 hexagones de roche 1 plaque de 3 hexagones de roche 1 plaque de 2 hexagones de roche 1 plaque de 1 hexagone de roche 5 plaques de 7 hexagones de sable 2 plaques de 3 hexagones de sable 1 plaque de 2 hexagones de sable 1 plaques de 1 hexagone de sable 2 plaques de 24 hexagones de marais 10 plaques de 7 hexagones de marais 2 plaques de 3 hexagones de marais 2 plaques de 2 hexagones de marais 2 plaques de 1 hexagone de marais 34 plaques de 1 hexagone d'eau de marais 8 plaques de 1 hexagone d'eau |

## Les sets d'extension
Les extensions sont des modules à ajouter aux sets de base, elles ne comportent que les règles directement liées à l’extension et non les règles générales… Elles sont de trois types : les extensions de terrains, les extensions de packs booster (généralement composées de quatre blisters) et les extensions de grosses figurines.

### Prophétie de Malliddon
Wave 1 - Sortie en 2004 aux États-Unis. Extension de type « booster »
| Nom du Blister             | Figurines contenues | Matériel contenu |
| -------------------------- | --- | --- |
| Les Héros de Boismorne     | Kelda la guerrière kyrie(Jandar) Marcus Decimus Gallus(Einar) Seigneur de Guerre Venoc(Ullar) Taelord le guerrier kyrie(Utgar) Tornak(Jandar) | 1 plaque de 2 hexagones d'herbe 1 plaque de 1 hexagone de roche 1 plaque de 1 hexagone de sable 1 Glyphe de Lodin     |
| La IXe Légion Romaine      | 3 Archers romains(Einar) 4 Légionnaires romains(Einar)                                                                                        | 2 plaques 2 hexagones d'herbe 1 plaque de 1 hexagone de roche 1 plaque de 1 hexagone de sable 1 Glyphe de Jalgard     |
| Les Orcs de Grut           | 4 Gruts à épée(Utgar) 3 Gruts à flèches(Utgar)                                                                                                | 1 plaque de 2 hexagones d'herbe 1 plaque de 1 hexagone de roche 1 plaque de 1 hexagone de sable 1 Glyphe de Sturla    |
| Les Snipers et les Vipères | 3 Snipers omnicrons(Vydar) 3 Vipères Venocs(Vydar)                                                                                            | 2 plaques de 2 hexagones d'herbe 1 plaque de 1 hexagone de roche 1 plaque de 1 hexagone de sable 1 Glyphe de Rannveig |

### La Rage d'Utgar
Wave 2 - Sortie en 2004 aux États-Unis et en 2007 en France. Extension de type « booster »
| Nom du Blister                    | Figurines contenues                                                                      | Matériel contenu                  |
| --------------------------------- | ---------------------------------------------------------------------------------------- | --------------------------------- |
| Les Héros de Dentstérile          | Krug(Utgar) Khosumet, Seigneur des ténèbres(Utgar) Me-Burq-Sa(Utgar) Sir Denrick(Jandar) | 2 plaques de 2 hexagones de sable |
| Drones et Serviteurs              | 3 Drones Marro(Utgar) 3 serviteurs d’Utgar(Utgar)                                        | 2 plaques de 2 hexagones de sable |
| Chevaucheur de Swog et Chevaliers | Chevaucheur de Swog(Utgar) 4 Chevaliers de Weston(Jandar)                                | 2 plaques de 2 hexagones de sable |
| La 4e Colonne et les loups        | 4 soldats de la 4e Colonne du Massachusetts(Jandar) 3 Loups anubiens(Utgar)              | 2 plaques de 2 hexagones de sable |

### Le Retour d'Orm
Wave 2.5 - Sortie en 2005 aux États-Unis. Extension de type « grosses figurines »
| Figurines contenues                                                             |
| ------------------------------------------------------------------------------- |
| Brunak(Utgar) Charos(Ullar) Dund(Vydar) Marchemort 8000(Utgar) Su-Bak-Na(Utgar) |

### La Route de la Forêt Oubliée
Wave 2.5 - Sortie en 2005 aux États-Unis. Extension de type « terrain ». Voici la première extension de terrain, elle apporte un nouveau type de terrain : des hexagones de route. Ces hexagones permettent de se déplacer plus rapidement, elle fournit également de nouveaux éléments de décors : les arbres et les murets, elle permet également de faire un pont grâce à une plaque de 5 hexagones alignés.
| Figurines contenues  | Matériel contenu |
| -------------------- | --- |
| Garde Dumutef(Utgar) | 1 arbre à feuillage persistant taille 10 2 arbres à feuillage persistant taille 11 1 arbre à feuillage persistant taille 12 1 arbre à feuillage persistant taille 15 2 murs de pierres 1 plaque de 5 hexagones de route 8 plaques de 2 hexagones de route 8 plaques de 1 hexagone de route |

### Le Serment de Jandar
Wave 3 - Sortie en 2005 aux États-Unis. Extension de type « booster »
| Nom du Blister          | Figurines contenues | Matériel contenu                  |
| ----------------------- | --- | --------------------------------- |
| Les Héros de Nostralund | Alastair MacDirk(Jandar) Koncan, le Guerrier Kyrie(Jandar) Johnny 'Shotgun' Sullivan(Jandar) Marchemort 7000(Utgar) Saylind le Guerrier Kyrie(Ullar) | 4 plaques de 1 hexagone de sable  |
| Gorilles et Chiens      | 3 Chiens de Marrden(Utgar) 3 Gorillanators(Vydar) | 2 plaques de 2 hexagones de sable |
| Moines et Sentinelles   | 3 Moines Shaolin(Ullar) 3 Sentinelles de Jandar(Jandar)                                                                                              | 2 plaques de 2 hexagones de sable |
| Guerriers et Agents     | 3 Agents de Microcorp(Vydar) 4 Guerriers du clan MacDirk(Jandar)                                                                                     | 2 plaques de 2 hexagones de sable |

### Les Landes Dévastées de Volcarren
Wave 3.5 - Sortie en 2005 aux États-Unis. Extension de type « terrain ». Ceci est la seconde extension de terrain, elle nous permet d'ajouter de la couleur (rouge). On y trouve de la lave en fusion ainsi que de la lave solidifiée. Attention, c'est chaud...
| Figurines contenues        | Matériel contenu |
| -------------------------- | --- |
| 3 Gardes d'Obsidian(Utgar) | 4 plaques de 7 hexagones de lave durcie 5 plaques de 2 hexagones de lave durcie 5 plaques de 1 hexagone de lave durcie 11 plaques de 1 hex de lave en fusion |

### La Découverte de Zanafor
Wave 4 - Sortie en 2006 aux États-Unis. Extension de type "booster"
| Nom du Blister          | Figurines contenues                                                                      | Matériel contenu                  |
| ----------------------- | ---------------------------------------------------------------------------------------- | --------------------------------- |
| Les Héros de Trollsford | Major X17(Vydar) Morsbane(Ullar) Parmenio(Einar) Sudema(Vydar) Valguard(Einar)           | 4 plaques de 1 hexagone de roche  |
| Grecs et Vipères        | 6 Garde Sacreé(Einar) 3 Vipères Armoc(Ullar)                                             | 2 plaques de 2 hexagones de roche |
| Cowboy et Samouraïs     | Deadeye Dan(Ullar) Guilty Mc Creech(Einar) James Murphy(Vydar) 3 Samouraïs Tagawa(Einar) | 2 plaques de 2 hexagones de roche |
| Soulborgs et Elfes      | 4 Gladiatrons(Vydar) 3 Archers Aubrien(Ullar)                                            | 2 plaques de 2 hexagones de roche |

### Vision de Raknar
Wave 4.5 - Sortie en 2006 aux États-Unis. Extension de type grosses « figurines »
| Figurines contenues                                                         |
| --------------------------------------------------------------------------- |
| Braxas(Vydar) Theracus(Ullar) Major Q9(Vydar) Nilfheim(Jandar) Jotun(Ullar) |

### Toundra de Thaelenk
Wave 4.5 - sortie en 2006 aux États-Unis. Extension de type « terrain ». Si vous avez eu un peu chaud avec Les Landes Dévastées de Volcarren, voilà de quoi vous refroidir. Cette extension comporte des hexagones de glace et de neige, on y trouve également de superbes glaciers.
| Figurines contenues | Matériel contenu |
| ------------------- | --- |
| 3 Dzu-Teh(Jandar)   | 1 Glacier de 6 hexagones 1 glacier de 4 hexagones 1 glacier de 3 hexagones 3 glaciers de 1 hexagone 12 plaques de 2 hexagones de neige 12 plaques de 1 hexagone de neige 21 plaques de 1 hexagone de glace |

### La Vengeance de Thora
Wave 5 - sortie en 2006 aux États-Unis. Extension de type « booster »
| Nom du Blister         | Figurines contenues                        | Matériel contenu                  |
| ---------------------- | ------------------------------------------ | --------------------------------- |
| Ninjas et Samurais     | 3 Ninjas du vent du Nord 3 Samurais Kozuke | 2 plaques de 2 hexagones de neige |
| Gladiateurs et agents  | Spartacus Crixus Retiarius 3 Agents Nakita | 2 plaques de 2 hexagones de neige |
| Guerriers et Soulborgs | 3 Guerriers d'Ashra 4 Deathreavers         | 2 plaques de 2 hexagones de neige |
| Soulborgs              | 3 Deathstalkers 4 Blastatrons              | 2 plaques de 2 hexagones de neige |

### La Forteresse des Archkyries
Wave 5.5 - Sortie en 2007 aux États-Unis. Extension de type « terrain » qui vous fournira de quoi protéger vos unités derrière des remparts…
| Terrain contenu |
| --- |
| 7 bases droites 10 bases d'angle 4 bases d'extrémité 7 sections murales droites 10 sections murales d'angle 4 sections murales d'extrémité 21 plaques de 1 hexagone de chemin de ronde 1 plaque de 9 hexagones de chemin de ronde 1 plaque de 7 hexagones de chemin de ronde 50 créneaux 1 porte de forteresse avec barre coulissante 1 drapeau 22 échelons simples |

### La Crête du Valkyrie
Wave 5.5 - Sortie en 2007 aux États-Unis. Cette extension ne rentre pas dans les catégories de terrain, booster ou grosses figurines, il s'agit en fait de porte drapeau…
| Figurine             | Accessoires fournis avec la figurine              |
| -------------------- | ------------------------------------------------- |
| Acolarh(Ullar)       | 12 dés de Valkyrie 1 dé à 20 face 1 ponchon brodé |
| Hatamoto Taro(Einar) | 12 dés de Valkyrie 1 dé a 20 face 1 ponchon brodé |
| Laglor(Vydar)        | 12 dés de Valkyrie 1 dé a 20 face 1 ponchon brodé |
| Ornak(Utgar)         | 12 dés de Valkyrie 1 dé a 20 face 1 ponchon brodé |
| Sir Gilbert(Jandar)  | 12 dés de Valkyrie 1 dé a 20 face 1 ponchon brodé |

### L'Ascension des Ténèbres
Wave 6 - Sortie en 2007 aux États-Unis. Extension de type « booster »
| Nom du Blister    | Figurines contenues                                                      | Matériel contenu                  |
| ----------------- | ------------------------------------------------------------------------ | --------------------------------- |
| Héros de Durgeth  | Eldgrim, le champion viking Impératrice Kiova Kaemon Awa Kee-Mo-Shi Runa | 2 plaques de 2 hexagones de neige |
| Archers et Kyries | 3 Archers Samuraïs Tagawa 3 Imperiaux d'Einar                            | 2 plaques de 2 hexagones de neige |
| Ombres et Orcs    | 3 Fantômes de Bleakewoode 4 Orcs lourds                                  | 2 plaques de 2 hexagones de neige |
| Zombies           | 2 escouades de 3 Zombies de Morindan                                     | 2 plaques de 2 hexagones de neige |

### Les champs de la bravoure
Wave 7 - Sortie en 2007 aux États-Unis. Extension de type « booster »
| Nom du Blister       | Figurines contenues                                           | Matériel contenu                  |
| -------------------- | ------------------------------------------------------------- | --------------------------------- |
| Héros d'Elswin       | Cyprien Esenwein Sonya Esenwein Isamu Kyntela Gwyn Warden 816 | 2 plaques de 2 hexagones de neige |
| Monstres et Vampires | Marcu Esenwein Iskra Esenwein 3 Rejetons de Bogdan            | 2 plaques de 2 hexagones de neige |
| Chevalier templier   | 3 chevalier templier                                          | 2 plaques de 2 hexagones de neige |
| Lancier et fusiller  | 4 Yari Ashigaru 4 Arquebusier Ashigaru                        | 2 plaques de 2 hexagones de neige |

### Les défenseurs de Kinsland
Wave 8 - Sortie en juillet 2008 aux États-Unis. Extension de type « booster » 
| Nom du Blister          | Figurines contenues                              | Matériel contenu |
| ----------------------- | ------------------------------------------------ | ---------------- |
| Miliciens et loups      | 10e Régiment à Pied Loups de Badru               |                  |
| Cavalerie Grok Marro    | Cavaliers Grok Marro                             |                  |
| Elfes                   | Ulginesh Jordawn Arkmer Emirroon                 |                  |
| Les héros de Molten Sea | Sir Dupuis Kato Katsuro Moriko Otonashi Chardris |                  |

### L'alliance d'Aquilla: Les Héros de Quagmire
Wave 8.5 - Sortie début 2008. Extension de type grosses « figurines »
| Figurines contenues                       |
| ----------------------------------------- |
| Wo-Sa-Ga Zetacron Zelrig Sujoah Gurei-Oni |

### Jungle de Ticalla
Wave 8.5 - Sortie en février 2008.
| Figurines contenues | Terrains contenus                                    |
| ------------------- | ---------------------------------------------------- |
| 3 Araignées Fyorlag | 3 hexagones palmiers 6 hexagones buissons et plantes |

### Blackmoon's Siege
Wave 9 - Sortie en 2009 aux États-Unis.
| Nom du Blister         | Figurines contenues                                                                                                |
| ---------------------- | --- |
| Dwarves and Repulsors  | The Axegrindres of Burning Forge (Aquilla) Répulseurs Omnicron (Jandar)                                            |
| Braves and Brawlers    | Tribu de la Rivière Mohican (Aquilla) Gladiateurs Capuan (Einar)                                                   |
| Dividers and Defenders | Marro Dividers (Utgar) Protecteurs d'Ullar (Ullar)                                                                 |
| Heroes of the Moon     | Atlaga le Guerrier Kyrie (Ullar) Brave Arrow (Aquilla) Kumiko (Jandar) Migol Ironwill (Aquilla) Tul-Bak-Ra (Utgar) |

## HeroScape Marvel: Le conflit commence
Sortie en été 2007 aux États-Unis.
Une nouvelle boite de jeu Heroscape est disponible depuis l'été 2007. Il s'agit d'une édition mettant en scène une partie des héros des comics Marvel. Elle se nomme « HeroScape Marvel : Le conflit commence ». Il s'agit d'un set qui se suffit à lui-même. On peut cependant imaginer[non neutre] de mixer cette extension au classique Heroscape bien que ces deux univers soient différents. Les mécanismes du jeu sont quasiment identiques et les fiches des personnages construites de la même façon. La boite se compose de dix figurines avec leurs cartes de recrutement, du terrain, deux Glyphes, douze dés de combats, un dé à vingt faces, huit marqueurs d’ordre, vingt-trois marqueurs de blessures. La sortie d'extensions spécifiques à ce nouveau master set est prévue par les créateurs d'Heroscape.
| Super héros                                                              | Super vilains                                    | Terrain |
| ------------------------------------------------------------------------ | ------------------------------------------------ | --- |
| Captain America Iron Man Spider-Man Le Surfer d'Argent L'Incroyable Hulk | Thanos Red Skull Doctor Doom Venom L'Abomination | 3 plaques de 7 hexagones d'asphalte 8 plaques de 2 hexagones d'asphalte 3 plaques de 1 hexagone d'asphalte 3 plaques de 7 hexagones de béton 7 plaques de 2 hexagones de béton 4 plaques de 1 hexagone de béton 8 plaques de 2 hexagones d'herbe 2 plaques de 1 hexagone d'herbe 1 plaque de 6 hexagone de sol de maison pour imbriquer le mur destructible 1 ruine avec un mur destructible et un promontoire |

### HeroScape Marvel: Les renforts arrivent
Extension qui n'est pas encore sortie. Pas de date pour le moment.
| Super héros | Super vilains                                                       |
| --- | ------------------------------------------------------------------- |
| La Chose (Les 4 Fantastiques) La Femme Invisible (Les 4 Fantastiques) La Torche Humaine (Les 4 Fantastiques) Le Punisher Black Panther (Panthère Noire) Le Fauve (X-Men) | Sandman (Homme-Sable) Bullseye (le Tireur) Dr. Octopus Super-Skrull |

## HeroScape:Donjons et Dragons
Sortie le 4 janvier 2010 aux États-Unis.
Un nouveau set de base, ayant pour thème le jeu de rôle Dungeons & Dragons, est sorti le 4 janvier 2010 aux États-Unis. La boîte contient 10 figurines : 4 héros (Tandros Kreel, Erevan Sunshadow, Darrak Ambershard et Ana Karithon), 3 Elfes Noirs, un Troll, un dragon noir (Othkurik) et enfin Pelloth, le chef nécromancien des Elfes Noirs.
Des Glyphes viendront s'ajouter aux précédents sous forme de pièces d'équipement. Un nouveau type de terrain fera son apparition : les hexagones d'ombre, ainsi qu'un nouveau type de décors représentant des monolithes de respectivement 1 (3 au total) et 3 hexagones (unique).

## Les Glyphes
Les glyphes sont des jetons de formes hexagonales posés sur le plateau de jeu afin de donner des pouvoirs, de piéger les joueurs ou de représenter différentes choses en rapport avec le scénario joué. Il en existe plusieurs.
| Nom du glyphe          | Nom de l'extension                  | Pouvoir |
| ---------------------- | ----------------------------------- | --- |
| Glyphe d'Astrid        | Ascension des Valkyries             | Lancez un dé de combat supplémentaire pour chacune de vos figurines attaquantes. |
| Glyphe de Gerda        | Ascension des Valkyries             | Lancez un dé de combat supplémentaire pour chacune de vos figurines défensives. |
| Glyphe d'Ivor          | Ascension des Valkyries             | Ajoutez 4 à la valeur de portée de chacune de vos figurines ayant une valeur de portée de 4 ou plus. |
| Glyphe de Valda        | Ascension des Valkyries             | Ajoutez 2 à la valeur de déplacement de chacune de vos figurines. (N'utilisez pas ce pouvoir quand vous quittez le Glyphe). |
| Glyphe de Dagmar       | Ascension des Valkyries             | Ajoutez 8 à votre dé quand vous lancez le dé d'initiative. |
| Glyphe de Brandar (x2) | Ascension des Valkyries             | Les règles concernant ce Glyphe varient en fonction du scénario de jeu. |
| Glyphe de Kelda        | Ascension des Valkyries             | Seules les figurines avec au moins un marqueur de blessure peuvent s'arrêter sur ce Glyphe. Quand l'une de vos figurines s'y arrête, retirez tous les marqueurs de blessure de sa carte Armée. |
| Glyphe de Mitonsoul    | Ascension des Valkyries             | Lancez le dé à 20 faces pour chaque figurine sur le champ de bataille (les vôtres et celles de votre adversaire). Si vous obtenez 1, la figurine est détruite. Si vous obtenez entre 2 et 20, la figurine est sauve. |
| Glyphe d'Erland        | Ascension des Valkyries             | Quand l'une de vos figurines s'y arrête, vous pouvez « invoquer » n'importe quelle figurine (la vôtre ou celle de votre adversaire) en la déplaçant sur un hexagone adjacent à la figurine sur le Glyphe. La figurine invoquée ne subit pas d'attaque de dégagement si elle était engagée. Note : s'il n'y a pas d'hexagone adjacent libre, vous ne pouvez pas utiliser le pouvoir d'Invocation. |
| Glyphe de Jalgard      | Prophétie de Mallidon               | Lancez deux dés de défense supplémentaires pour chacune de vos figurines. |
| Glyphe de Lodin        | Prophétie de Mallidon               | À chaque fois que vous lancez le dé à 20 faces et que vous vous trouvez sur le Glyphe de Lodin, vous pouvez ajouter 1 à votre jet de dé. |
| Glyphe de Rannveig     | Prophétie de Mallidon               | Toutes les figurines avec le pouvoir spécial Vol perdent ce pouvoir et ne peuvent pas voler tant qu'une figurine se trouve sur le Glyphe de Rannveig. |
| Glyphe de Sturla       | Prophétie de Mallidon               | Lancez le dé à 20 faces pour chaque figurine détruite dans ce combat (les vôtres, celles de votre équipier et celles des adversaires), l'une après l'autre. Si vous faites 19 ou 20, placez la figurine sur la zone de départ de votre choix. Si vous faites entre 1 et 18, la figurine reste détruite.                                                                                          |
| Glyphe d'Ulaniva       | L'Essaim Marro (Swarm of the Marro) | Toutes les figurines Uniques de votre armée peuvent lancer un dé de combat supplémentaire lors d'une attaque normale. |
| Glyphe de Cravcor      | L'Essaim Marro                      | Toutes les figurines Communes de votre armée peuvent lancer un dé de combat supplémentaire lors d'une attaque normale. |
| Glyphe de Thorian      | L'Essaim Marro                      | Les figurines ennemies doivent être adjacentes à vos figurines pour pouvoir les attaquer avec une attaque normale. |
| Glyphe de Proftaka     | L'Essaim Marro                      | Votre figurine est prise au piège. La figurine piégée ne peut se déplacer de cette case. La figurine piégée peut quitter le Glyphe que s'il y a une figurine alliée sur une case adjacente. |
| Glyphe de Brandar      | L'Essaim Marro                      | Les règles concernant ce Glyphe varient en fonction du scénario de jeu. |
| Glyphe de Wannok       | L'Essaim Marro                      | À la fin de chaque round, lancez le dé à 20 faces. Sur 1, la figurine sur le Glyphe reçoit un marqueur de blessure. Sur 2 ou plus, vous pouvez choisir un adversaire. Cet adversaire doit placer un marqueur de blessure à une des figurines qu'il contrôle sur le terrain. |
| Glyphe de Oreld        | L'Essaim Marro                      | Quand une de vos figurines s'arrête sur le Glyphe, lancez le dé à 20 faces. Sur 1 à 9, il ne se passe rien. Sur 10 à 20, vous pouvez retirer un Marqueur d'ordre au hasard d'une Carte d'armée de votre adversaire. |
| Glyphe de Nilrend      | L'Essaim Marro                      | Quand une de vos figurines s'arrête sur le Glyphe, vous pouvez choisir une figurine Unique de l'adversaire. Lancez le dé à 20 faces. Sur 1 à 4, il ne se passe rien. Sur 5 à 20, placez le Marqueur de Négation sur la Carte d'armée de la figurine Unique choisie. Tous les pouvoirs de cette Carte sont annulés pour le reste de la partie.                                                    |

## Figurines exclusives (promotionnelles)
- Nerak, le Chevaucheur de Swog Polaire pour Utgar (2005)
- Vipères d’Elite Onyx pour Ullar (2005)
- Sir Hawthorne pour Utgar (2006)
- Maître Win Chiu Woo pour Aquilla[1] (2007)
- Agent Shaken pour Vydar (2008)

Wizards of the Coast a annoncé qu'aucune figurine exclusive ne serait distribuée en 2009.